# Niezgoda (Żmigród)
Niezgoda (deutsch Nesigode, 1936–1945 Jagdhausen) ist ein Dorf in der Gemeinde Żmigród im Powiat Trzebnicki der polnischen Woiwodschaft Niederschlesien. Es liegt etwa 12 Kilometer nordöstlich von der Stadt Żmigród (deutsch Trachenberg). Das Dorf hatte 215 Einwohner im Jahr 2011.
Ab 1815 gehörte das Dorf zum Landkreis Militsch in der preußischen Provinz Schlesien, die zwischen 1871 und dem Ende des Zweiten Weltkriegs (1939–45) einen Teil des Deutschen Reichs bildete.